# Nextlalpan
Nextlalpan (in lingua nahuatl) è uno dei 125 comuni dello Stato del Messico, il cui capoluogo è la località di Santa Ana Nextlalpan. Confina a nord con il comune di Zumpango e Jaltenco, ad ovest con Tecámac, a sud con Ecatepec de Morelos e ad est con Tultepec. Il territorio del comune si trova a un'altitudine tra i 2.100 e i 2.260 m s.l.m., la popolazione nel 2010 è di 34.374 abitanti.

## Toponomastica

Santa Ana Nextlalpan.

Il comune prende il nome dalla parola nahuatl Nextlalpan, che è formata da tre parole: Nex-tli, che è il nome da cenere, tlal-li, che significa "terra",  e -pan , che identifica un luogo; il nome significa quindi "luogo sopra la cenere".